# Cave-In-Rock
Cave-In-Rock é uma vila localizada no estado americano de Illinois, no Condado de Hardin.

## Demografia
Segundo o censo americano de 2000, a sua população era de 346 habitantes.
Em 2006, foi estimada uma população de 323, um decréscimo de 23 (-6.6%).

## Geografia
De acordo com o United States Census Bureau tem uma área de
1,1 km², dos quais 1,0 km² cobertos por terra e 0,1 km² cobertos por água.

## Localidades na vizinhança
O diagrama seguinte representa as localidades num raio de 24 km ao redor de Cave-In-Rock.